# Dansk Sociologiforening
Die Dansk Sociologiforening ist die wissenschaftliche Vereinigung dänischer Soziologen. Sie besteht seit 1969 und ersetzte die Dänische Soziologische Gesellschaft (Dansk Sociologisk Selskab), die 1958 gegründet worden war. Sie ist Mitglied der Nordic Sociological Association, der European Sociological Association (ESA) und der International Sociological Association (ISA). Bis 2015 trug die Vereinigung den Namen Dansk Sociologforening.
Die Vereinigung hat knapp 700 Mitglieder, aktuelle Vorsitzende (Stand 2023) ist Barbara Fersch (Syddansk Universitet).